# Родри II ап Оуайн
Родри II ап Оуайн (валл. Rhodri; 1135—1195) — лорд Западного Гвинеда (1170—1195), сын Оуайна и Кристины верх Грону.

## Биография
Давид и Родри, сыновья от второго брака, объединились против сыновей от первого брака, отцовского любимца Хивела и других бастардов. Между тем, поскольку брак Оуайна и Кристины не был признан церковью из-за близкого родства супругов, Давид и Родри также формально считались незаконнорождёнными. В том же году Хивел был убит при Пентрайте (1170 год). К 1174 г. остальные братья были также убиты, пленены или изгнаны из Гвинеда.
Давид и Родри разделили королевство между собой, но вскоре Давид вознамерился править единолично и взял брата в плен. В 1175 г. Родри бежал и смог найти союзников, которые помогли ему одолеть Давида и захватить часть Гвинеда к западу от реки Конви. Вскоре братья примирились и узаконили такое разделение Гвинеда.
Около 1188 г. подняли головы повзрослевшие племянники Родри и Давида. В 1190 г. Лливелин вместе с Грифидом и Маредидом сыновьями Кинана Мерионидского изгнали Родри с Инис Мона. Бывший князь бежал на остров Мэн, где заключил союз с Рагнальдом, женившись на его дочери.
В 1194 г. Родри удалось на непродолжительное время восстановить власть над Инис Моном, но на следующий год он был вновь выбит оттуда племянниками и вскоре умер.